# Supercoppa italiana 1998
La Supercoppa italiana 1998, denominata Supercoppa TIM per ragioni di sponsorizzazione, è stata l'11ª edizione della competizione disputata il 29 agosto 1998 allo stadio delle Alpi di Torino. La sfida è stata disputata tra la Juventus, vincitrice della Serie A 1997-1998, e la Lazio, detentrice della Coppa Italia 1997-1998.
La gara è stata vinta da questi ultimi, alla prima affermazione in questa competizione, con una rete nei minuti di recupero di un neoacquisto, il portoghese Sérgio Conceição.
I giocatori della Juventus si presentarono alla premiazione in un secondo momento.

## Partecipanti
| Squadre  | Qualificazione                         | Partecipazioni precedenti (il grassetto indica la vittoria) |
| -------- | -------------------------------------- | ----------------------------------------------------------- |
| Juventus | Vincitore della Serie A 1997-1998      | 3 (1990, 1995, 1997)                                        |
| Lazio    | Vincitore della Coppa Italia 1997-1998 | Nessuna                                                     |

## Tabellino
| Arbitro: | Bettin (Padova) |

|                      |           |                               |
| Del Piero 87’ (rig.) | Marcatori | 37’ Nedvěd 90+4’ S. Conceição |

| Juventus | Lazio |

### Formazioni
| Juventus (4-3-1-2) |    |                       |             |     |
|                    |    |                       |             |     |
| P                  | 1  | Angelo Peruzzi (c)    |             |     |
| D                  | 15 | Alessandro Birindelli |             | 60’ |
| D                  | 19 | Igor Tudor            |             |     |
| D                  | 13 | Mark Iuliano          |             |     |
| D                  | 17 | Gianluca Pessotto     |             |     |
| C                  | 20 | Alessio Tacchinardi   | Ammonizione |     |
| C                  | 14 | Didier Deschamps      |             | 46’ |
| C                  | 26 | Edgar Davids          |             | 77’ |
| C                  | 21 | Zinédine Zidane       |             |     |
| A                  | 10 | Alessandro Del Piero  |             |     |
| A                  | 9  | Filippo Inzaghi       | 64’         |     |
| A disposizione:    |    |                       |             |     |
| P                  | 12 | Michelangelo Rampulla |             |     |
| D                  | 6  | Dimas Teixeira        |             | 77’ |
| C                  | 5  | Fabio Pecchia         |             |     |
| C                  | 7  | Angelo Di Livio       |             | 60’ |
| C                  | 8  | Antonio Conte         |             |     |
| C                  | 18 | Jocelyn Blanchard     |             |     |
| A                  | 11 | Daniel Fonseca        |             | 46’ |
| Allenatore:        |    |                       |             |     |
| Marcello Lippi     |    |                       |             |     |

| Lazio (4-4-2)       |    |                      |             |     |
|                     |    |                      |             |     |
| P                   | 1  | Luca Marchegiani (c) | Ammonizione |     |
| D                   | 24 | Fernando Couto       |             | 77’ |
| D                   | 6  | Giovanni López       | Ammonizione |     |
| D                   | 11 | Siniša Mihajlović    |             | 84’ |
| D                   | 3  | Stefano Lombardi     |             |     |
| C                   | 14 | Sérgio Conceição     |             |     |
| C                   | 23 | Giorgio Venturin     | Ammonizione |     |
| C                   | 21 | Iván de la Peña      |             |     |
| C                   | 18 | Pavel Nedvěd         |             | 55’ |
| A                   | 10 | Roberto Mancini      |             |     |
| A                   | 9  | Marcelo Salas        |             |     |
| A disposizione:     |    |                      |             |     |
| P                   | 22 | Marco Ballotta       |             |     |
| D                   | 17 | Guerino Gottardi     |             | 77’ |
| C                   | 4  | Dario Marcolin       |             | 84’ |
| C                   | 20 | Dejan Stanković      | Ammonizione | 55’ |
| C                   | 26 | Roberto Baronio      |             |     |
| A                   | 7  | Roberto Rambaudi     |             |     |
| A                   | 8  | Igor Protti          |             |     |
| Allenatore:         |    |                      |             |     |
| Sven-Göran Eriksson |    |                      |             |     |